# Hof (Islândia)

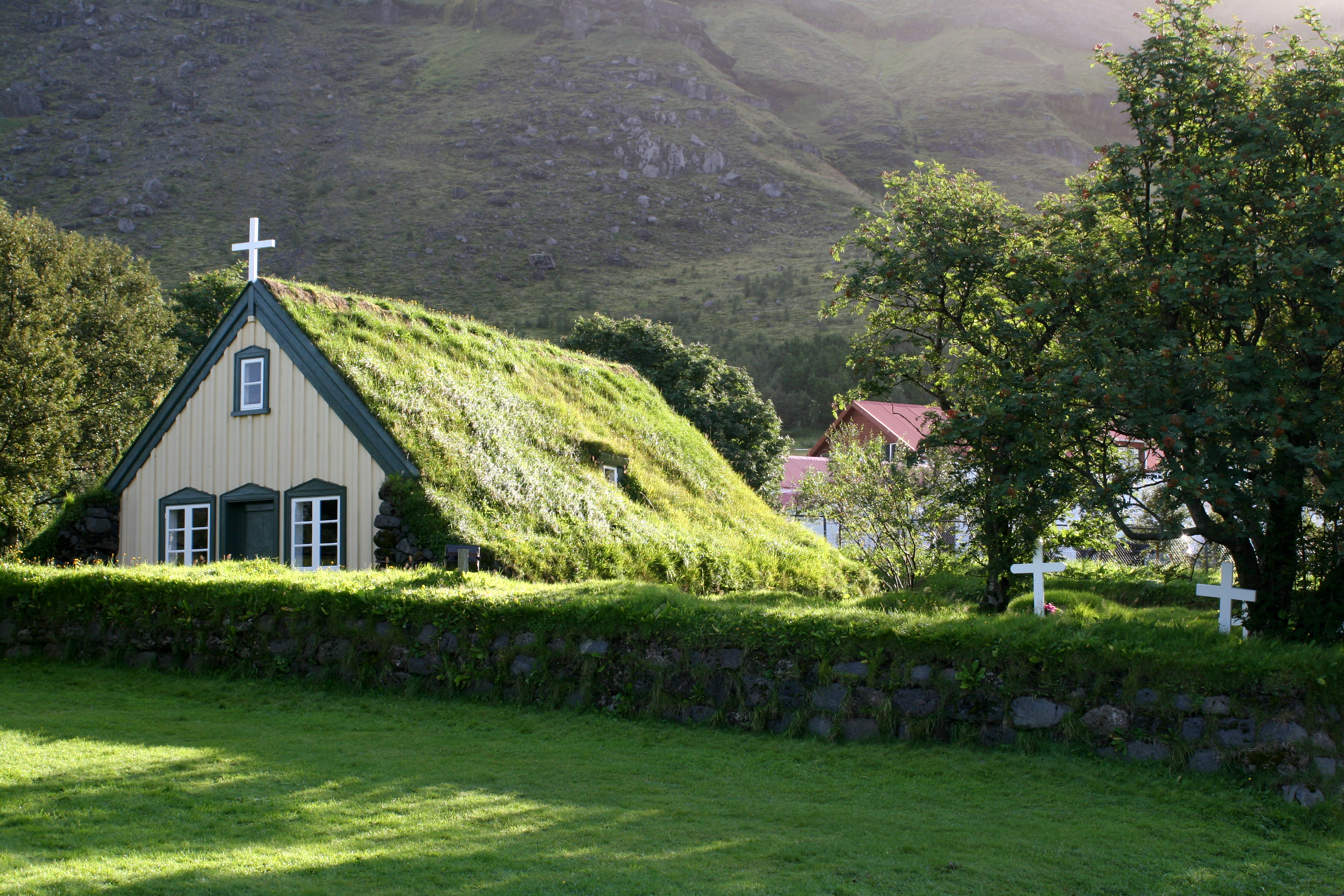
A igreja rústica de madeira e grama verde, em Hof.

Hof é uma pequena localidade situada no sudeste da Islândia, próxima ao glaciar Vatnajökull. Ela faz parte do Parque Nacional Vatnajökull, que fica a 22 quilômetros ao sul de Skaftafell. Hof se localiza na Rota 1, que liga a capital Reiquiavique ao leste do país. A localidade se estende por uma faixa estreita de terra entre o mar e o glaciar, a uma altitude de aproximadamente cem metros.
Entre as construções de Hof, destaca-se uma igreja de turfa, edificada em 1883. Essa igreja é a mais recente das poucas igrejas de turfa que ainda existem na Islândia. A turfa é um material orgânico que forma o solo de algumas regiões do país. A igreja de Hof tem uma estrutura de madeira e um telhado coberto de grama. O seu interior é simples, com um altar, um órgão e alguns bancos. A igreja pertence ao Museu Nacional da Islândia desde 1951 e é usada ocasionalmente para cerimônias religiosas.